# OpenCandy
OpenCandy, de la SweetLabs, o companie bazată în San Diego este un Software pentru Publicitate, care consistă în niște fișiere pentru Microsoft Windows care pot veni și printr-un Installer Windows (.msi). Când utilizatorul instalează o aplicație cu fișiere OpenCandy, utilizatorul are opțiunea de a selecta dacă dorește să le adauge sau nu la Sistemul său de Operare. Acesta mai poate apărea în sisteme prin apăsarea "Next" la un installer fără a citi ce se confirmă acolo.
Soft-ul a fost creat original pentru programul DivX, de către CEO Darrius Thompson. Când instalai DivX, utilizatorul era întrebat dacă dorea să instaleze Yahoo! Toolbar. DivX a primit $15.7 milioane USD de la compania Yahoo! În primele 9 luni ale anului 2008, după 250 de milioane de descărcări.
Mulți anti-viruși (și anti-malware) detectează OpenCandy ca fiind un Software Nedorit (PUP - Potentially Unwanted Program).